# Heteropoda plebeja
Heteropoda plebeja là một loài nhện trong họ Sparassidae.
Loài này thuộc chi Heteropoda. Heteropoda plebeja được Tord Tamerlan Teodor Thorell miêu tả năm 1887.